# فريال بنت فاروق الأول
الأميرة فريال (17 نوفمبر 1938 - 29 نوفمبر 2009 )، أكبر بنات آخر ملوك مصر فاروق الأول من زوجته الملكة فريدة. أقيمت عند ولادتها احتفالية كبرى ومُنحت 1700 أسرة من الأسر التي تصادف ولادة مولود لها يوم ولادة الأميرة فريال، الملابس والمواد الغذائية وجنيهًا واحداً (وقد كان هذا يعد مبلغًا كبيرًا في ذلك الوقت).

## مولدها
ولدت الأميرة فريال في قصر المنتزه بالإسكندرية في الساعة الثامنة من مساء يوم الخميس 25 رمضان 1357، الموافق ليوم 17 نوفمبر 1938، وسماها الملك فاروق "فريال"، على اسم جدته الأميرة فريال والدة الملك فؤاد الأول، ومعنى الاسم "نور سطع"، كما ذكرت آنذاك مجلة الهلال، التي أشارت أيضًا إلى أن الاسم مزيج من الفارسية والتركية. وفي صباح اليوم التالي لإعلان مولدها، قامت وحدات الجيش المصري بعرض عسكري في ميدان عابدين، حلقت فيه 26 طائرة حربية، وفي مساء نفس اليوم، تجمعت بعض وحدات الجيش مرة أخرى في ميدان عابدين وقامت بعرض مماثل شاهده الملك فاروق من إحدى شرفات قصر عابدين، وأصدر الملك فاروق أمره إلى مراد محسن باشا ناظر الخاصة الملكية بتوزيع خمسة آلاف جنيه على الفقراء

## حياتها في المنفى

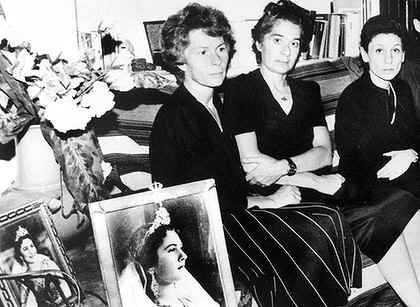
الأميرات فريال وفوزية وفادية في عزاء والدتهم الملكة فريدة.

غادرت مع والدها مصر بعد ثورة يوليو وكان عمرُها حينذاك 13 سنة. عندما كان عمرها 23 عامًا وتحديدًا عام 1962 وقعت في غرام شاب يعمل رسامًا كان يقوم بعمل ديكورات للفيلا الصيفية الخاصة بوالدها في نابولي، لكن الملك فاروق رفض زواجها منه. التحقت بكلية السكرتارية وعملت سكرتيرة ومدرسة للآلة الكاتبة. كانت تقيم مع شقيقاتها مع والدهم في فيلا نابولي، لكن عندما وقع الملك فاروق في غرام مغنية الأوبرا الشهيرة إيرما كانوزا ودعاها للإقامة في الفيلا، غادرت مع شقيقاتها فوزية وفادية إلى منتجع أسرة محمد علي في سويسرا.

## أسرتها

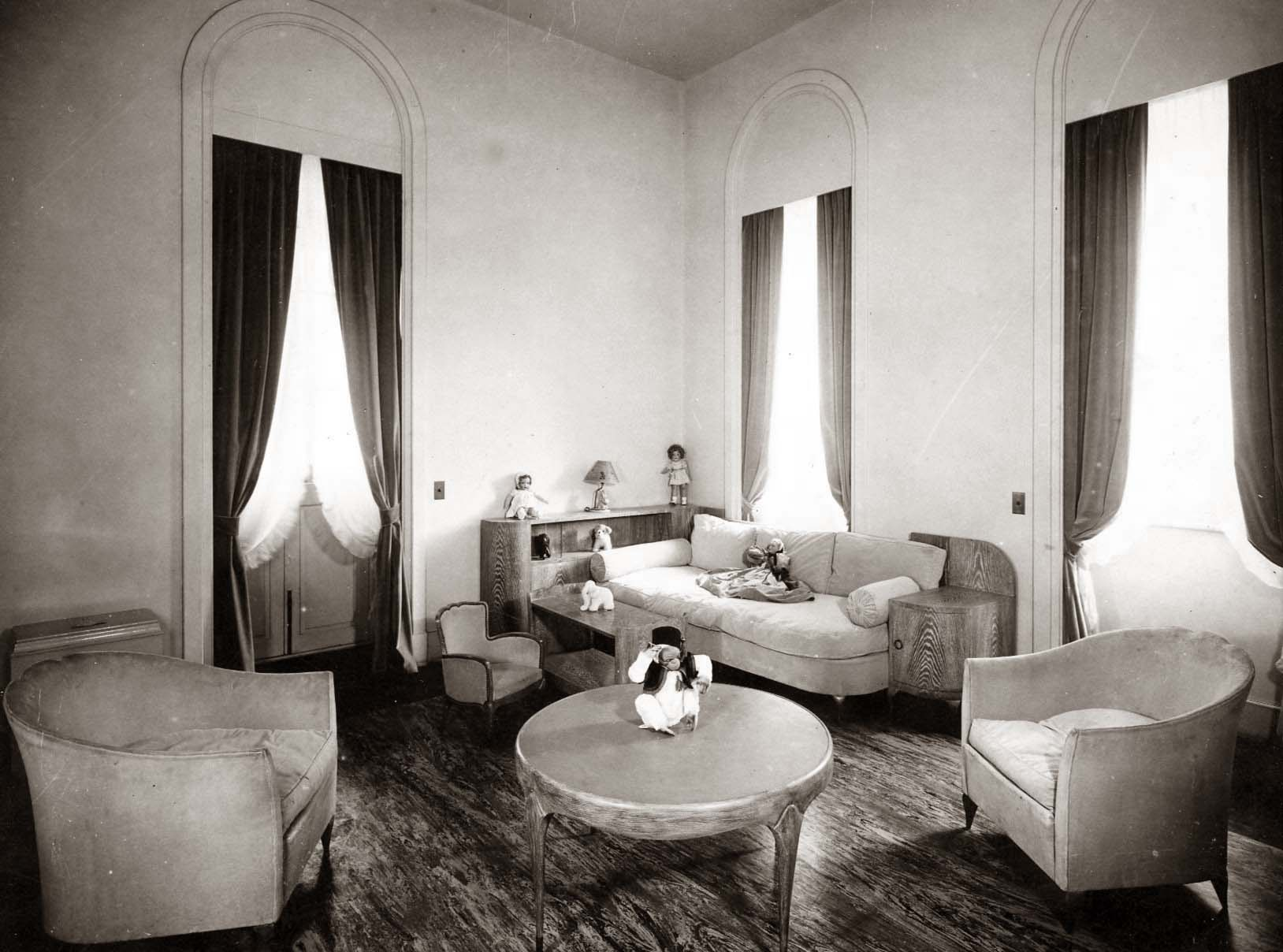
حجرتها في قصر عابدين

تزوجت من السويسري «جان بيير» في عام 1966، وأنجبت منه ابنتها الوحيدة ياسمين في عام 1967.

## المقابلات التلفزيونية
أذاعت قناة العربية وإم بي سي وتلفزيون المستقبل مقابلة معها أجراها ريكاردو كرم عشية عرض الملك فاروق في عام 2007، بينت فيها غياب الترف المنسوب من قاده ثورة يوليو للأسرة الحاكمة.
كما ظهرت بعد ذلك في برنامج آخر لقناة العربية بعنوان فاروق والمنفي، تحدثت فيه عن السنوات الأخيرة في حياه أبيها الملك فاروق في إيطاليا وسويسرا وموناكو.

## الوفاة
توفيت في يوم الأحد 29 نوفمبر 2009 بمدينة جنيف بسويسرا عن عمر يناهز 71 عاما بعد معاناة مع مرض سرطان المعدة استمر سبع سنوات.